# The South Bank Show
The South Bank Show je britský dokumentární televizní seriál. Původně byl vysílán v letech 1978 až 2010 na stanici ITV. Od roku 2012 vysílá jeho novou verzi kanál Sky Arts. Každý díl pořadu představuje jedno téma, často hudebníky, kapely, režiséry nebo herce. Vznikly tak epizody například o hudebníkovi Ericu Claptonovi, skupině The Velvet Underground, herci Anthonym Hopkinsovi či režisérovi Francisi Fordu Coppolovi. Vzniklo více než sedm set epizod. Moderátorem pořadu je Melvyn Bragg.